# Vzducholoď Davida Schwarze

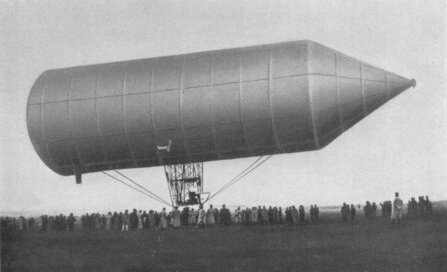
Vzducholoď Davida Schwarze

Vzducholoď Davida Schwarze byla první a na dlouhou dobu jedinou celokovovou vzducholodí na světě . Byla také první ztuženou vzducholodí, a stala se tak inspirací pro konstrukce hraběte Zeppelina, který patenty a plány od vdovy Melanie Schwarzové za 15 tisíc marek koupil.

## Historie

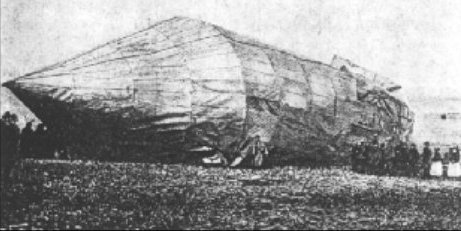
Vzducholoď po havárii 3. listopadu 1897.

David Schwarz svou poslední vzducholodí navázal na své předchozí neúspěšné pokusy z Ruska a Pruska. Ideje, ze kterých vycházel, byly na svou dobu převratné: tuhá kostra a kovová konstrukce. To vše bylo umožněno rozvojem výroby hliníku na konci 19. století. Prostředky na stavbu získal po dlouhém přesvědčování pruských úřadů. 
Vynálezce zemřel v březnu 1897, ale v té době byla hotová jen hrubá stavba vzducholodi. Stavbu dokončil jeho pomocník Jagles v listopadu téhož roku. 
3. listopadu 1897, po startu před vojenskou komisí vzducholoď k údivu přihlížejících diváků bez problémů prováděla požadované obraty. Po čtvrthodině letu, ale došlo k sesmeknutí pásu převádějícího sílu motoru na jednu z vrtulí a nezkušený pilot Jagles příliš rychle vypustil nosný plyn. Vzducholoď se zřítila a po dopadu rozpadla. Pilot přesto přežil. Tím také tento ojedinělý pokus skončil.
Vzducholoď měla průměr 14 m, délku 47 metrů a objem 3 600 m³. Kostra byla z duralu a obal z 0,2 mm tlusté hliníkové fólie. Byla vybavena motorem Daimler o výkonu 14 koní, který poháněl čtyři vrtule.